# クラウス・ロート
クラウス・ロート（Klaus Roth, 1939年11月17日 - ）は、ドイツの民俗学者、スラヴ研究者、国際コミュニケーション研究者。ミュンヘン大学教授。

## 経歴
ハンブルクに生れ、ハンブルク大学・フライブルク大学でアングロサクソン研究とスラヴ研究を専攻し、次いでアメリカのインディアナ大学へ留学してアメリカ民俗学の分野で修士の学位を得た。1975年にフライブルク大学のルッツ・レーリヒの下で英語とドイツ語の口承文芸をテーマに学位を得た。1982年にミュンヘン大学教授となった。バルカン半島の、特にブルガリアなどスラヴ語圏の民俗を専門としつつ、広く民俗学に立脚した国際コミュニケーション研究を手がけている。1993年にドイツ民俗学会の専門部会としてインターカルチュラル・コミュニケーション研究部門を提唱し、以来その主宰をつとめている。バルカン半島に関する民族学の専門誌『エトノロギカ・バルカニカ』を1997年に創刊してその編集を続けるなど、クロスカルチュラル・コミュニケーション研究の国際的なまとめ役でもある。

## 著作（日本語訳）
- 現代ヨーロッパの国際コミュニケーションにおける＜隣人＞と＜隣国＞ :『近隣 ― ドイツ人・ポーランド人・チェコ人のあいだのインターカルチュルラル・コニュニケショーン』（2001）への序説」(1) 河野眞訳 愛知大学国際問題研究所『紀要』第139号（2012年3月）、pp.301-322.；同(2)：原著参考文献表と訳者による解説, 同『紀要』第140号（2012年12月）,pp.163-176.